# CsTimer
csTimer ist ein webbasiertes, kostenloses und quelloffenes Zeitmessungsprogramm, das speziell für das Speedcubing entwickelt wurde. Es wird von der weltweiten Speedcubing-Community genutzt, um Lösungszeiten zu messen, Statistiken zu analysieren und verschiedene Disziplinen des Zauberwürfels zu trainieren.

## Funktionen
csTimer bietet eine Vielzahl von Funktionen, die sowohl für Anfänger als auch für erfahrene Speedcuber nützlich sind:
- Zeitmessung: Unterstützt Tastatureingabe, Stackmat-Timer und Bluetooth-fähige Smart Cubes.[2]
- Scramble-Generator: Erzeugt Zufallsscrambles nach WCA-Standard für diverse Puzzletypen (3x3x3, 4x4x4, Pyraminx usw.).
- Statistik-Analyse: Berechnet Durchschnittszeiten (z. B. Average of 5, Average of 12), Bestzeiten und grafische Verlaufsdiagramme.[3]
- Virtueller Cube: Darstellung des Scrambles als animiertes 3D-Modell.
- Anpassbare Oberfläche: Layout, Farben und Schriftarten lassen sich individuell einstellen.
- Mehrsprachigkeit: Unterstützt über 30 Sprachen, darunter Deutsch, Englisch, Chinesisch, Französisch und Spanisch.[4]

## Entwicklung und Quellcode
csTimer wurde von dem chinesischen Entwickler cs0x7f erstellt und erstmals 2013 veröffentlicht. Der Quellcode ist frei verfügbar und wird auf GitHub unter der Lizenz GPLv3 bereitgestellt.

## Bedeutung in der Speedcubing-Community
csTimer ist ein viel genutztes Tool im Bereich des Speedcubings. Es wird sowohl im privaten Training als auch in der Vorbereitung auf offizielle Turniere verwendet.